# Blockterräng

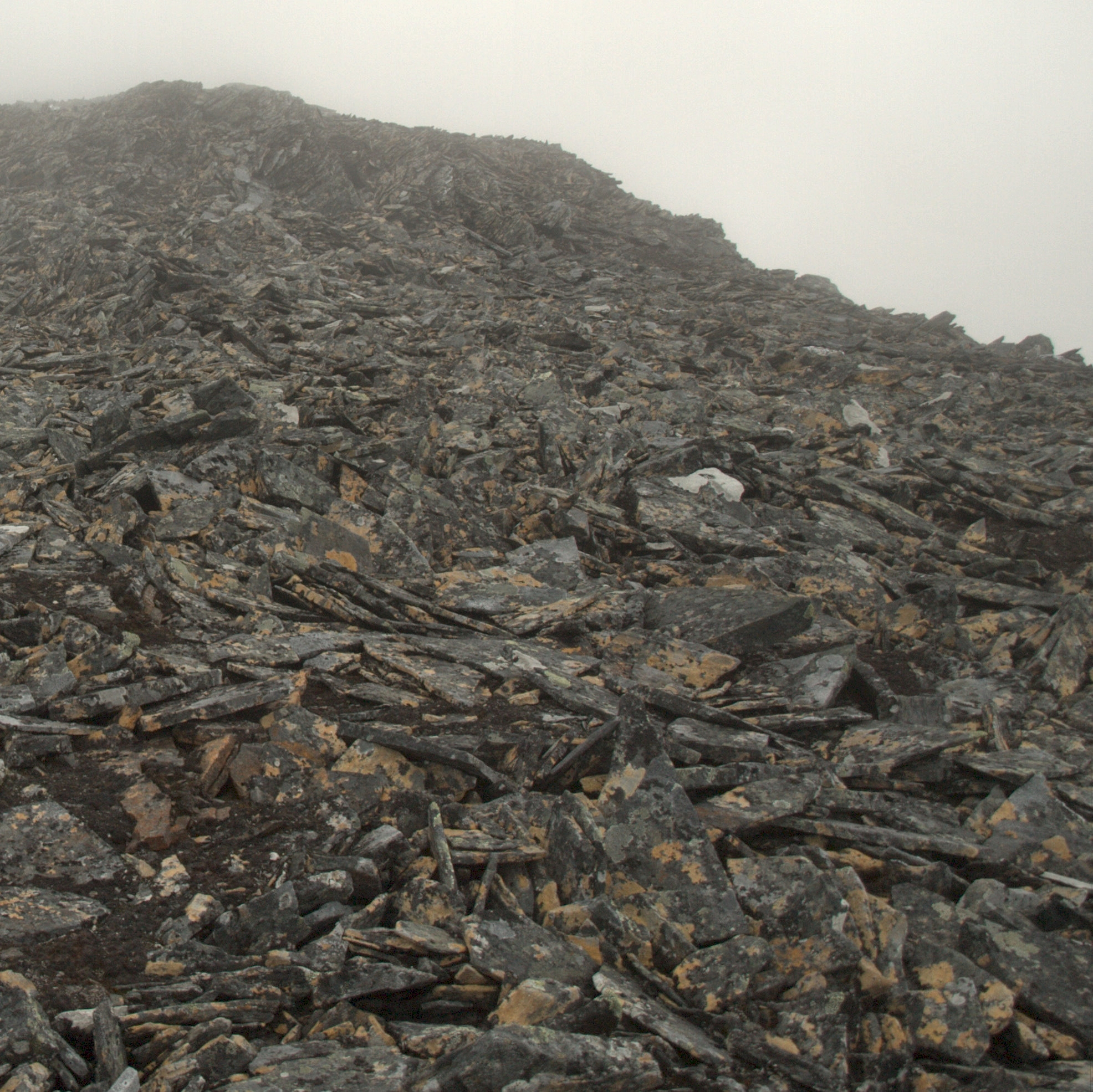
Blockterräng i Stora Sjöfallets nationalpark, på Rappattjårros toppkam

Blockterräng är terräng som främst består av större stenblock. Terrängen är vanlig på platser med arktiskt klimat, som exempelvis högfjäll eftersom växtlighet hämmats och täckande jord ej existerar.
Blockterräng kan vara riskfylld att passera, särskilt om stenblocken är mycket stora, vassa och hala efter regn. Den här sortens terräng skapas då frostsprängning vittrar sönder berget och skapar dessa block. 